# Grovelas
Grovelas é uma povoação portuguesa do Município de Ponte da Barca que foi sede da Freguesia de Grovelas, freguesia que tinha 2,72 km² de área e 203 habitantes (2011).
A Freguesia de Grovelas foi extinta (agregada) pela reorganização administrativa de 2012/2013, sendo o seu território integrado na União das Freguesias de Crasto, Ruivos e Grovelas.
Tem como orago São João Evangelista.

## História
Em 1757 a aldeia de Grovelas albergava apenas 50 fogos (casas). 
Pertenceu ao concelho de Aboim da Nóbrega, e à comarca de Pico de Regalados, até à sua extinção por decreto de 31 de Dezembro de 1853. Integrou depois o concelho (atual município) de Ponte da Barca.

### Toponímia
De acordo com o linguista José Pedro Machado, o nome «Grovelas» provém do latim tardio grovala, que significa «mina ou exploração mineira», sendo que encontra paralelo nos nomes de outras localidades no país, como Gróvia, Groias, Grovela e Grovos.
O nome tem também paralelo na antiga tribo da antiguidade clássica, Gróvios, que habitava nas regiões da Galiza, em Espanha, e de entre os rios Douro e Minho, em Portugal.

## População
| População da freguesia de Grovelas | População da freguesia de Grovelas | População da freguesia de Grovelas | População da freguesia de Grovelas | População da freguesia de Grovelas | População da freguesia de Grovelas | População da freguesia de Grovelas | População da freguesia de Grovelas | População da freguesia de Grovelas | População da freguesia de Grovelas | População da freguesia de Grovelas | População da freguesia de Grovelas | População da freguesia de Grovelas | População da freguesia de Grovelas | População da freguesia de Grovelas |
| ---------------------------------- | ---------------------------------- | ---------------------------------- | ---------------------------------- | ---------------------------------- | ---------------------------------- | ---------------------------------- | ---------------------------------- | ---------------------------------- | ---------------------------------- | ---------------------------------- | ---------------------------------- | ---------------------------------- | ---------------------------------- | ---------------------------------- |
| 1864                               | 1878                               | 1890                               | 1900                               | 1911                               | 1920                               | 1930                               | 1940                               | 1950                               | 1960                               | 1970                               | 1981                               | 1991                               | 2001                               | 2011                               |
| 262                                | 309                                | 256                                | 265                                | 286                                | 286                                | 210                                | 277                                | 324                                | 241                                | 225                                | 272                                | 277                                | 248                                | 203                                |

| Distribuição da População por Grupos Etários | Distribuição da População por Grupos Etários | Distribuição da População por Grupos Etários | Distribuição da População por Grupos Etários | Distribuição da População por Grupos Etários | Distribuição da População por Grupos Etários | Distribuição da População por Grupos Etários | Distribuição da População por Grupos Etários | Distribuição da População por Grupos Etários | Distribuição da População por Grupos Etários |
| -------------------------------------------- | -------------------------------------------- | -------------------------------------------- | -------------------------------------------- | -------------------------------------------- | -------------------------------------------- | -------------------------------------------- | -------------------------------------------- | -------------------------------------------- | -------------------------------------------- |
| Ano                                          | 0-14 Anos                                    | 15-24 Anos                                   | 25-64 Anos                                   | > 65 Anos                                    |                                              | 0-14 Anos                                    | 15-24 Anos                                   | 25-64 Anos                                   | > 65 Anos                                    |
| 2001                                         | 54                                           | 29                                           | 119                                          | 46                                           |                                              | 21,8%                                        | 11,7%                                        | 48,0%                                        | 18,5%                                        |
| 2011                                         | 30                                           | 21                                           | 97                                           | 55                                           |                                              | 14,8%                                        | 10,3%                                        | 47,8%                                        | 27,1%                                        |